# Фревіль (Приморська Сена)
Фреві́ль (фр. Fréville) — колишній муніципалітет у Франції, у регіоні Нормандія, департамент Приморська Сена. Населення — 886 осіб (2011).
Муніципалітет був розташований на відстані близько 140 км на північний захід від Парижа, 24 км на північний захід від Руана.

## Історія
До 2015 року муніципалітет перебував у складі регіону Верхня Нормандія. Від 1 січня 2016 року належав до нового об'єднаного регіону Нормандія.
1 січня 2016 року Фревіль, Беттвіль, Ла-Фольтьєр i Мон-де-л'Іф було об'єднано в новий муніципалітет Сен-Мартен-де-л'Іф.

## Демографія
Динаміка населення (INSEE ):
Розподіл населення за віком та статтю (2006):
| Стать | Всього | До 15 років | 15-24 | 25-44 | 45-64 | 65-85 | Понад 85 |
| --- | ------ | ----------- | ----- | ----- | ----- | ----- | -------- |
| Чоловіки | 392    | 72          | 39    | 131   | 102   | 48    | 0        |
| Жінки | 452    | 86          | 59    | 122   | 121   | 52    | 12       |
| \| Статево-вікова піраміда \| Статево-вікова піраміда \| Статево-вікова піраміда \| \| ----------------------- \| ----------------------- \| ----------------------- \| \| Чоловіки \| Вік \| Жінки \| \| 0 \| 85 + \| 12 \| \| 8 \| 80-84 \| 8 \| \| 8 \| 75-79 \| 24 \| \| 24 \| 70-74 \| 16 \| \| 8 \| 65-69 \| 4 \| \| 20 \| 60-64 \| 16 \| \| 35 \| 55-59 \| 31 \| \| 16 \| 50-54 \| 39 \| \| 31 \| 45-49 \| 35 \| \| 55 \| 40-44 \| 24 \| \| 28 \| 35-39 \| 39 \| \| 24 \| 30-34 \| 35 \| \| 24 \| 25-29 \| 24 \| \| 8 \| 20-24 \| 16 \| \| 31 \| 15-20 \| 43 \| \| 28 \| 10-14 \| 31 \| \| 24 \| 5-9 \| 43 \| \| 20 \| 0-4 \| 12 \| |        |             |       |       |       |       |          |
| Статево-вікова піраміда |        |             |       |       |       |       |          |
| Чоловіки | Вік    | Жінки       |       |       |       |       |          |
| 0 | 85 +   | 12          |       |       |       |       |          |
| 8 | 80-84  | 8           |       |       |       |       |          |
| 8 | 75-79  | 24          |       |       |       |       |          |
| 24 | 70-74  | 16          |       |       |       |       |          |
| 8 | 65-69  | 4           |       |       |       |       |          |
| 20 | 60-64  | 16          |       |       |       |       |          |
| 35 | 55-59  | 31          |       |       |       |       |          |
| 16 | 50-54  | 39          |       |       |       |       |          |
| 31 | 45-49  | 35          |       |       |       |       |          |
| 55 | 40-44  | 24          |       |       |       |       |          |
| 28 | 35-39  | 39          |       |       |       |       |          |
| 24 | 30-34  | 35          |       |       |       |       |          |
| 24 | 25-29  | 24          |       |       |       |       |          |
| 8 | 20-24  | 16          |       |       |       |       |          |
| 31 | 15-20  | 43          |       |       |       |       |          |
| 28 | 10-14  | 31          |       |       |       |       |          |
| 24 | 5-9    | 43          |       |       |       |       |          |
| 20 | 0-4    | 12          |       |       |       |       |          |

## Економіка
2010 року серед 574 осіб працездатного віку (15—64 років) 435 були активними, 139 — неактивними (показник активності 75,8%, у 1999 році було 73,2%). З 435 активних мешканців працювало 406 осіб (225 чоловіків та 181 жінка), безробітними було 29 (10 чоловіків та 19 жінок). Серед 139 неактивних 50 осіб було учнями чи студентами, 42 — пенсіонерами, 47 були неактивними з інших причин.

У 2010 році в муніципалітеті числилось 333 оподатковані домогосподарства, у яких проживали 832,5 особи, медіана доходів виносила 17 720 євро на одного особоспоживача